# 구보 세이지
구보 세이지(일본어: 久保 政二, 1973년 8월 21일~)는 일본의 전 축구 선수이다.

## 구단 경력
1992년 J1리그의 나고야 그램퍼스 에이트에 입단했다. 1995년후 현역 은퇴.